# 雷蒙德鎮區 (內布拉斯加州諾克斯縣)
雷蒙德鎮區（英語：Raymond Township）是位於美國內布拉斯加州諾克斯縣的一個行政鎮區。

## 地方資料
雷蒙德鎮區的面積為275.32平方千米，當中陸地面積為259.68平方千米，而水域面積為15.63平方千米。根據2020年美國人口普查的數據，當地共有人口184人，而人口密度為每平方千米0.67人。